# Gymnothorax nuttingi
Gymnothorax nuttingi är en fiskart som beskrevs av Snyder, 1904. Gymnothorax nuttingi ingår i släktet Gymnothorax och familjen Muraenidae. Inga underarter finns listade i Catalogue of Life.